# Micrutalis plagiata
Micrutalis plagiata är en insektsart som beskrevs av Carl Stål. Micrutalis plagiata ingår i släktet Micrutalis och familjen hornstritar. Inga underarter finns listade i Catalogue of Life.